# Cerkiew Przeniesienia Relikwii św. Mikołaja w Wojsławicach
Cerkiew Przeniesienia Relikwii św. Mikołaja w Wojsławicach – cerkiew z przełomu XIX i XX wieku w Wojsławicach, pierwotnie parafialny kościół katolicki pw. Najświętszej Marii Panny.

## Historia
Pierwotnie mieś Wojsławice wchodziła w skład parafii w Uhrynowie. Placówka duszpasterska została odnotowana w Wojsławicach w r. 1905, w r. 1910 wymieniano Wojsławice jako ekspozyturę. W r. 1926 erygowano samodzielna parafię.
Kaplica była budowana zapewne na przełomie XIX i XX wieku, niestety nie zachowały się wiadomości podające konkretne daty. Wiadomo natomiast, że ukończono ją w 1907 roku i w kolejny dokonano poświęcenia. W 1932 roku kościół rozbudowano o kruchtę, wymalowano wnętrze i zbudowano dzwonnicę.
Podczas II wojny światowej kościół został opuszczony przez proboszcza i parafian w r. 1943 i znacząco ucierpiał. Dokumenty z 1948 roku opisują go jako całkowicie wypalonego. Po korekcie granic w 1951 roku kościół został zamknięty i przez kolejne trzy lata użytkowany jako magazyn miejscowego kołchozu. Po jego likwidacji w 1980 budynek pozostawał opuszczony i niszczał. W r. 1990 został przejęty przez cerkiew i przebudowany.

## Architektura
Kościół w Wojsławicach znajduje się w centrum wsi. Pierwotnie był średnich rozmiarów świątynią, jednonawową z prezbiterium skierowanym na zachód. Fasada była prosta, z nieznacznie wysuniętą do przodu częścią środkową, poprzedzona kruchtą dobudowaną w 1932 roku. Pierwotnie cały kościół, oprócz kruchty, nie był tynkowany. Nad nawą zbudowano kwadratową wieżyczkę na sygnaturkę. Obok świątyni stała trójarkadowa dzwonnica.
Po przejęciu kościoła przez cerkiew został przebudowany, rozebrano górna część fasady, do połowy wysokości, zbudowano nową kruchtę, a na dachu wieloboczną pseudokopułę.

## Problematyka artystyczna

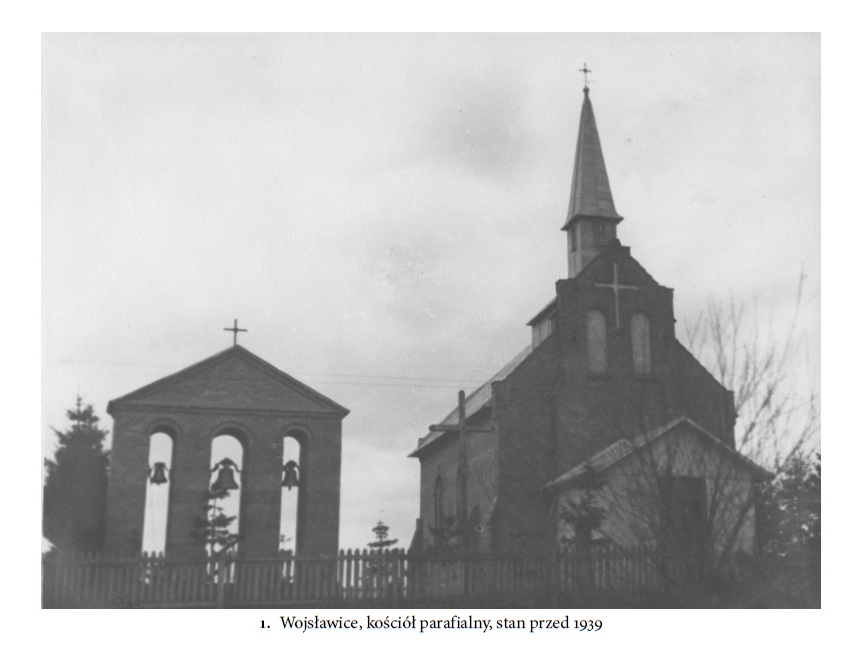
Stan kaplicy przed 1939 r.

Według Kingi Blaschke kościół w Wojsławicach wykazuje podobieństwa do projektu typowego stworzonego przez lwowskiego architekta Tadeusza Obmińskiego. Stanowi znacznie uproszczoną wersję projektu na świątynię przeznaczoną dla 200 osób. Inne realizacje oparte na tym samym projekcie to kościoły parafialne w Baniłowie, Bartatowie, Bogdanówce, Delawie, Germakówce, Kołomyji-Mariówce, Piłatkowicach, Rasztowcach, Załawiu i w Żabiem.